# Мадан-е-Ґач
Мадан-е-Ґач (перс. معدن گچ) — село в Ірані, у дегестані Челав, у Центральному бахші, шагрестані Амоль остану Мазендеран. У переписі 2006 року вказане як окремий населений пункт, але без відомостей про чисельність населення.